# Alfonso Manrique de Lara y Solís
Alfonso Manrique de Lara y Solís (né à Segura de León autour de 1473 et mort à Séville le 28 septembre 1538) est un cardinal espagnol du XVIe siècle. Il est membre de l'influente famille Manrique de Lara.

## Repères biographiques
Manrique Lara y Solís est professeur et chancelier à l'université de Salamanque. Il est élu évêque de Badajoz en 1499. Manrique prend parti pour Philippe le Beau et contre le roi Ferdinand II d'Aragon, après la mort d'Isabelle Ire de Castille en 1504. Le roi Ferdinand ne l'oublie pas et Manrique est arrêté.  En 1516 il est transféré au diocèse de Cordoue et en 1622 il est promu à l'archidiocèse de Séville.
Le pape Clément VII le crée cardinal lors du consistoire du 22 février 1531. Le cardinal Manrique ne participe pas au conclave de 1534, lors duquel Paul III est élu pape.